# قصف إسعاف الهلال الأحمر (10 يناير 2024)
قصف إسعاف الهلال الأحمر (10 يناير 2024) هو قصف استهدف سيارة إسعاف في شارع صلاح الدين وسط قطاع غزة، وذلك في يوم الأربعاء الموافق 10 كانون الثاني/يناير 2024، وجرى قصف سيارة الإسعاف في ظل الاجتياح البري لقطاع غزة وحصار قطاع غزة الشامل. وأسفر القصف عن استشهاد 6 أشخاص (3 منهم من طواقم الهلال الأحمر وصحفي) وإصابة العشرات. ويُذكر بأن سيارة الإسعاف تتبع لجمعية الهلال الأحمر.

## خلفية الحدث
منذ بداية الحرب الفلسطينية الإسرائيلية 2023-2024، تستهدف الطائرات والدبابات الإسرائيلية بشكل متكرر المنشآت الطبية، مما يشكل انتهاكًا صريحًا للحياد الطبي. وقد تم استهداف عدة مستشفيات وسيارات إسعاف في تابعة لجمعية الهلال الأحمر الفلسطيني، بما في ذلك قصف مقر الجمعية الرئيسي، وقصف مستشفى الأمل التابع للجمعية. وجرى استهداف الطواقم الطبية التابعة للجمعية مرات عديدة، مما أدى إلى استشهاد عدد كبير منهم، بالإضافة إلى تدمير البنية التحتية لجمعية الهلال الأحمر الفلسطيني.

## ردود الفعل
أدانت جمعية الهلال الأحمر الفلسطيني، استهداف القوات الإسرائيلية المباشر لمركبة إسعاف تابعة لها، وأدى إلى استشهاد 6 مواطنين، بينهم 4 من أفراد طاقم الإسعاف.
وقالت الجمعية في بيان:«إن اثنين من بين الشهداء هما من الجرحى الذين تم نقلهم للعناية الطبية العاجلة، مضيفة أن الاحتلال قصف المركبة رغم أن الطاقم كان يتبع بروتوكول الوصول الآمن، حيث كانت المركبة تحمل شارة الهلال الأحمر المحمية دوليا، إن استهداف الاحتلال الممنهج للمرافق الطبية ومركبات الإسعاف والطواقم الطبية والجرحى والمرضى في قطاع غزة، يشكل انتهاكات جسيمة للقانون الإنساني الدولي. ولفتت إلى أن المادة (24) من اتفاقية جنيف الأولى، تنص على وجوب احترام وحماية أفراد الخدمات الطبية الذين يقومون بالبحث عن الجرحى، أو المرضى، أو جمعهم أو نقلهم أو علاجهم، في جميع الأحوال، إضافة إلى أن المادة 11 من البروتوكول الإضافي الأول لاتفاقيات جنيف تنص أيضا على ضرورة احترام وحماية وسائل النقل الطبية في جميع الأوقات، وعلى عدم تعرضها للهجوم. وتحمل الجمعية الاحتلال الإسرائيلي بصفته القوة القائمة بالاحتلال، مسؤولية ضمان الوصول الآمن لوسائل النقل الطبية والرعاية الطبية الفورية، بأقل تأخير ممكن للجرحى والمرضى، وفقًا للقانون الإنساني الدولي، لافتة إلى أن تجاهله المستمر لمسؤولياته القانونية وانتهاكاته المتعمدة ضد الأشخاص المحميين، يشكل أيضا جرائم حرب، وفقًا لنظام روما الأساسي للمحكمة الجنائية الدولية.»